# Premio Sigmund Freud
El Premio Sigmund Freud o Premio Sigmund Freud de Prosa Académica (en alemán: Sigmund-Freud-Preis für wissenschaftliche Prosa) fue otorgado por primera vez por la Academia Alemana de Lengua y Literatura en 1964.
Se concede a los académicos que publican en alemán y contribuyen decisivamente al desarrollo del uso del lenguaje en sus campos de estudio a través de un excelente estilo literario.

## Premiados
Han sido galardonados:
- 2024 Karl-Heinz Kohl
- 2023 Matthias Glaubrecht
- 2022 Iris Därmann
- 2021 Hubert Wolf
- 2020 Ute Frevert
- 2019 Thomas Macho
- 2018 Wolfgang Kemp
- 2017 Barbara Stollberg-Rilinger
- 2016 Jan Assmann
- 2015 Peter Eisenberg
- 2014 Jürgen Osterhammel
- 2013 Angelika Neuwirth
- 2012 Ernst-Wolfgang Böckenförde
- 2011 Arnold Esch
- 2010 Luca Giuliani
- 2009 Julia Voss
- 2008 Michael Hagner
- 2007 Josef H. Reichholf
- 2006 Johannes Fried
- 2005 Peter Sloterdijk
- 2004 Karl Schlögel
- 2003 Walter Burkert
- 2002 Klaus Heinrich
- 2001 Horst Bredekamp
- 2000 Kurt Flasch
- 1999 Reinhart Koselleck
- 1998 IIse Grubrich-Simitis
- 1997 Paul Parin
- 1996 Peter Wapnewski
- 1995 Gustav Seibt
- 1994 Peter Gülke
- 1993 Norbert Miller
- 1992 Günter Anders
- 1991 Werner Hofmann
- 1990 Walther Killy
- 1989 Ralf Dahrendorf
- 1988 Carl Friedrich von Weizsäcker
- 1987 Gerhard Ebeling
- 1986 Hartmut von Hentig
- 1985 Hermann Heimpel
- 1984 Odo Marquard
- 1983 Peter Graf von Kielmannsegg
- 1982 Arno Borst
- 1981 Kurt von Fritz
- 1980 Hans Blumenberg
- 1979 Hans Georg Gadamer
- 1978 Siegfried Melchinger
- 1977 Harald Weinrich
- 1976 Jürgen Habermas
- 1975 Ernst Bloch
- 1974 Günter Busch
- 1973 Karl Rahner
- 1972 Erik Wolf
- 1971 Werner Kraft
- 1970 Werner Heisenberg
- 1969 Bruno Snell
- 1968 Karl Barth
- 1967 Hannah Arendt
- 1966 Emil Staiger
- 1965 Adolf Portmann
- 1964 Hugo Friedrich